# Cédric Farinon
Cédric Farinon (* 5. Juni 1997) ist ein luxemburgischer Eishockeyspieler, der beim IHC Beaufort unter Vertrag steht und mit dem Klub seit 2016 in der zweitklassigen belgischen National League Division 1 spielt.

## Karriere
Cédric Farinon begann seine Karriere beim IHC Beaufort, wo er seit 2012 spielt. Nach Stationen in der luxemburgischen Liga und der in Deutschland fünftklassigen Rheinland-Pfalz-Liga spielt er mit dem Klub seit 2016 in der National League Division 1, der zweithöchsten belgischen Spielklasse.

### International
Für Luxemburg nahm Farinon an den Welttitelkämpfen der Division III 2016 und 2017 teil. Bei der Weltmeisterschaft 2018 spielte er für die Moselfranken erstmals in der Division II.

## Erfolge und Auszeichnungen
- 2017 Aufstieg in die Division II, Gruppe B, bei der Weltmeisterschaft der Division III